# جشنواره هنرهای رسانه‌ای ژاپن

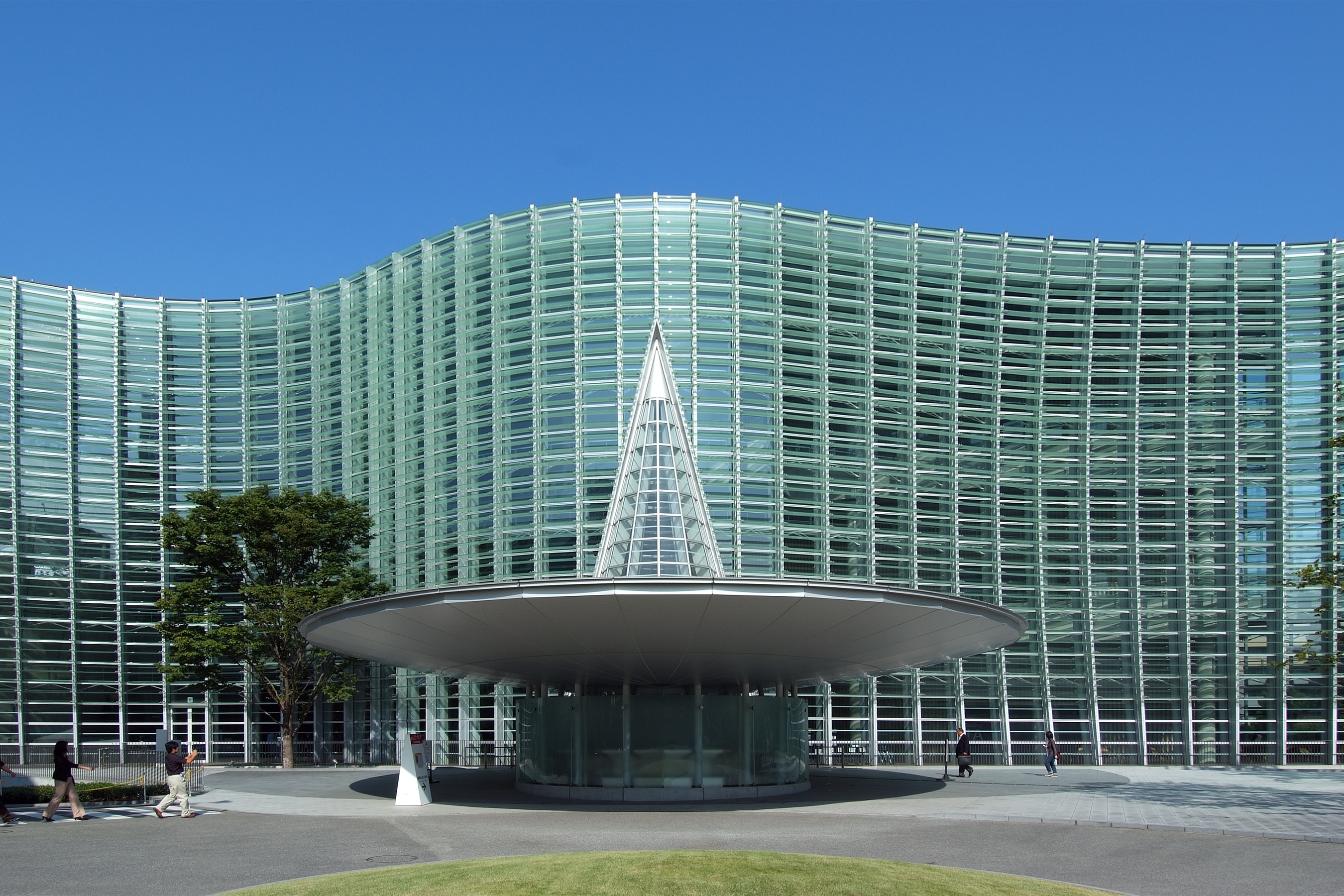
مرکز ملی هنر توکیو 2008

جشنواره هنرهای رسانه‌ای ژاپن یک جشنواره سالیانه است که از سال 1997 توسط آژانس امور فرهنگی ژاپن برگزار می‌گردد.